# 이드 테크 5

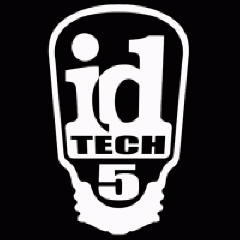

이드 테크 5(id Tech 5)는 이드 소프트웨어가 개발하는 새로운 게임 엔진이다. 그 이름은 이드 소프트웨어가 개발한 엔진의 세대를 알려주는 그들의 새로운 작명 방식에서 기인한 것이다. (이전의 둠 3 엔진은 이제 이드 테크 4로 불린다.)
엔진은 애플의 WWDC 2007에서 처음 시연되었다. 발표자는 존 카맥으로, 데모는 여덟 개의 코어를 장착한 애플 매킨토시 컴퓨터에서 시연되었다. 하지만 당일 데모는 단 하나의 코어와 단일 스레드를 사용한 오픈GL을 이용했고 512Mb의 7000대 쿼드로 비디오 카드에서 실행되고 있었다.
엔진의 시연판은 20GB의 텍스처 데이터(향상된 메가텍스처는 128000x128000 픽셀 해상도의 텍스처까지 사용)로 정밀하면서 역동적으로 변화할 수 있는 세계를 보여주었다. 또한 엔진은 맥 이외에 엑스박스 360, 플레이스테이션 3, 그리고 윈도우 플랫폼도 지원하며, 플랫폼을 전환할 때 코드를 변환시킬 필요가 전혀 없다고 한다.
2007년 8월 3일 퀘이크콘에서 이 엔진을 사용하는 이드 소프트웨어의 신작 1인칭 슈팅 게임 《레이지》를 공개했다.

## 참조
1. ↑  Gaminggroove.com Cain's Carmack Quickie 보관됨 2007-09-27 - 웨이백 머신
2. ↑  “id Software Debuts id Tech 5: Groundbreaking New Videogame Engine Previewed on a Mac”. 2007년 11월 18일에 원본 문서에서 보존된 문서. 2007년 11월 18일에 확인함.
3. ↑  Gamespot.com E3 Q&A: id's Nix on Tech 5 Engine licensing.
4. ↑  id Software dubs new game 'Rage' 보관됨 2007-08-09 - 웨이백 머신 - Joystiq

## 같이 보기
- 이드 소프트웨어
- 메가텍스처